# 尼爾·哥連斯
尼爾·威廉·哥連斯（英語：Neill William Collins，1983年9月2日—），出生在特奴，是一名蘇格蘭足球員，司職中堅，出身格拉斯哥的昆士柏。

## 生平
早年
哥連斯出生在特奴並於蘇格蘭業餘球會昆士柏展開其足球生涯。兩個球季後，他轉投鄧巴頓。他在斯特拉斯克萊德院體育館期間成為球迷的寵兒，他亦曾擔任隊長，並且是球隊留在乙組聯賽的關鍵之一 。他在鄧巴頓期間曾前往福爾柯克、喜百年、格拉斯哥流浪和查爾頓試訓。
新特蘭
2004年8月，哥連斯以2.5萬英鎊轉會費加盟新特蘭，並在首季上陣11場，球會則贏得聯賽冠軍升班至英超。然而，他從未代表新特蘭在頂級聯賽，反而首次被外借，加盟英甲球會哈特普爾。其後，他又被外借至2005/06球季英冠升班熱門錫菲聯。
哥連斯於球季初重返新特蘭後，由於隊友史堤芬·胡禮和尼隆·路斯禾菲受傷，使他得以取得上陣機會，不過卻是擔任不熟悉的右閘。當新領隊萊·堅尼上任後，他隨即被外借至他的前領隊米克·麥卡菲所帶領的狼隊。
狼隊
借用期結束後，哥連斯於2007年1月以15萬英鎊轉會費正式加盟狼隊。球季結束後，狼隊取得附加賽資格，他亦有正選上陣。2007/08球季，球會因得失球差而失落附加賽資格，不過他依然是正選球員。
2008/09球季，哥連斯最初仍然是狼隊的正選球員，不過當車路士借將米高·文切尼加盟後他卻失去其地位。當米高·文切尼在新年時返回車路士後，他仍得以重奪正選位置並與李察·史迪雅文搭檔。期間，他數次貢獻重要入球，但後來在對雷丁的賽事領紅及蘇格蘭國腳基斯杜·比拉加盟後他再次失去正選席位。在剩餘的球季裡，他一直都不受重用，球會則贏得聯賽冠軍並在2009年7月將他放在可供轉會名單。
普雷斯頓
2009/10球季初，哥連斯被外借至英冠球會普雷斯頓。2010年1月5日，他正式加盟並簽訂三年半合約。他加盟後不久，他在新帥戴倫·費格遜麾下再度失去正選地位。
2010年3月，哥連斯為了爭取上陣機會，他被外借至英甲正在競逐升班席位的列斯聯直至球季結束。
列斯聯
2010年7月7日，哥連斯加盟列斯聯並簽訂三年合約，轉會費未有公佈。
錫菲聯
2011年1月31日轉投英冠球會錫菲聯，簽約兩年半，沒有透露轉會金額。

## 榮譽
- 英冠冠軍：2005、2009

## 外部連結
- （英文）Official club profile
- （英文）足球数据库：尼爾·哥連斯的球员统计数据
- （英文）Scouting report （页面存档备份，存于）